# 美國中心主義

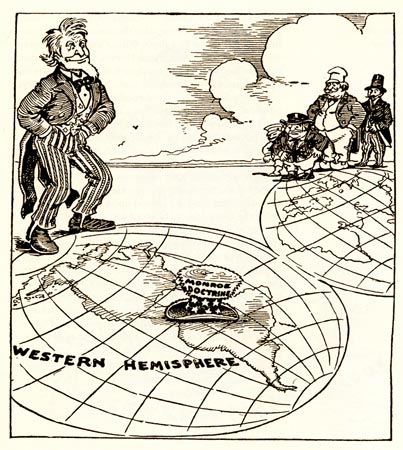
1912年報紙上的政治漫畫，顯示了美國在奉行門羅主義後，其在拉丁美洲的影響。

美国中心主义（英語：Americentrism、或）是一種假設美國文化比其他國家文化更重要，或是根據美國自身文化的標準去批判其他外國文化的做法。這種過度以美國為中心去看待世界的做法，會有意或無意地暗示了美國文化的優越性。
由於美國最近幾十年以來是世界上唯一的超級強國，而美國人在行事及準則等方面常慣以美國國內的習慣為正宗的現象，從而導致國際社會在行事及準則交流上容易產生障礙等情況，常發生於工作時間、日期格式、管理文化及語言等各方面。

## 例子
- 美國電視劇存在以美國為中心的偏見。[3]

Windows Vista的燒碟功能提供的日期總是美國式的，不管使用的系統選擇了甚麼日期格式。

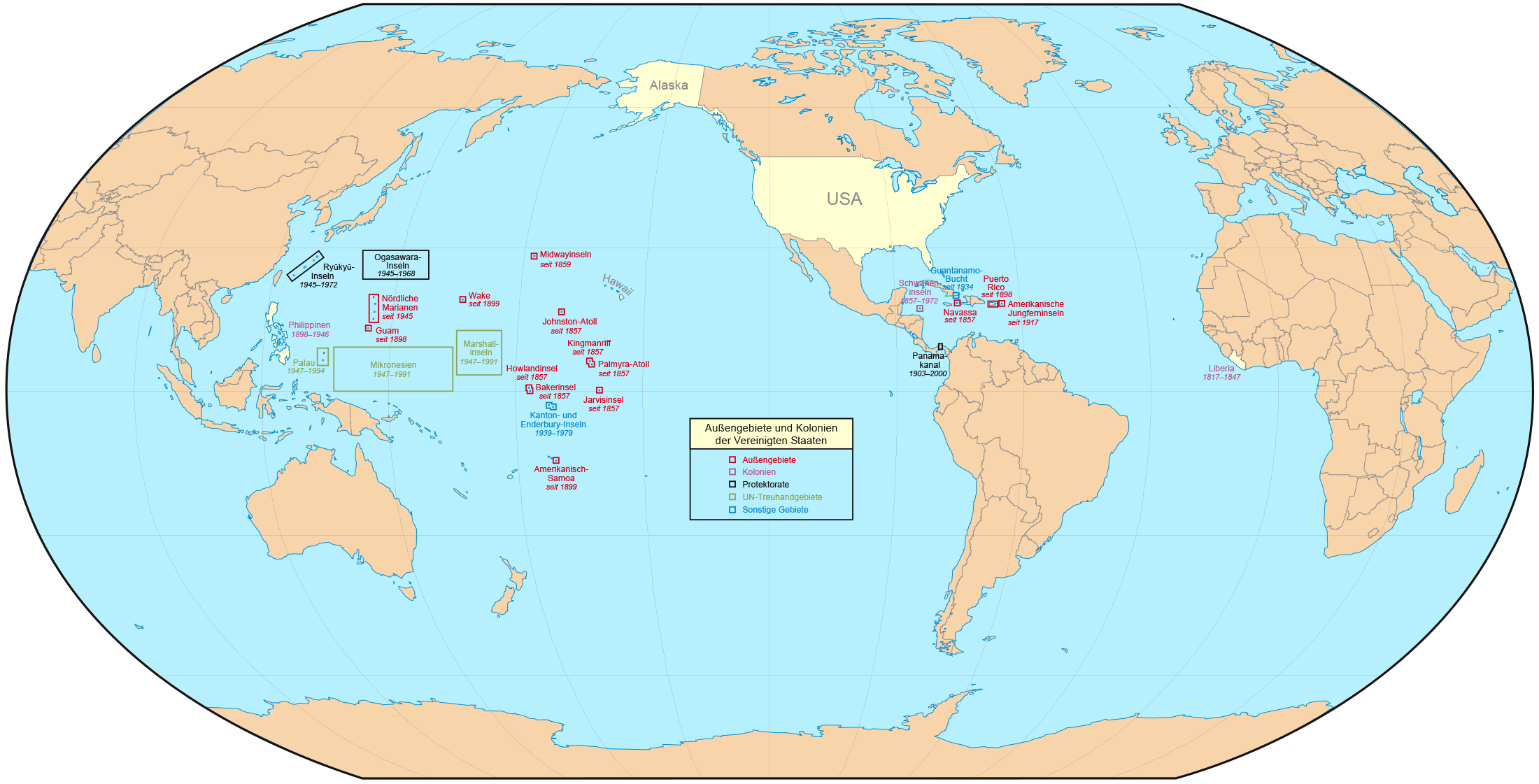
將美國置於中間的世界地圖。

- 美國中心主義的另一個例子是各跨國公司對美國市場的高度關注：即使是在美國以外生產和開發的產品，仍然會包裝成典型的美國產品去銷售。[4]
- 根據歐盟委員會，互聯網的準則過度以美國為中心，批評了ICANN在管理中的角色。[5]
- 英文維基百科被批評以美國為中心，偏愛美國的資料來源、美式英語拼寫而受到批評。[6]
- 美國至今仍相當廣泛使用英制單位的英呎及英里等计量單位；但現今大多數國家皆已採用國際標準制的公尺及公里等單位，包括加入歐盟以後的英國。
- 美式日期格式。
  - 在美資銀行及保險公司發出的通知書，大多數都是採用較奇特的美式日期，即：「月-日-年」的格式，與歐洲式從小到大的「日-月-年」及亞洲式從大到小的「年-月-日」完全不兼容。美式日期由於月和日的倒轉，經常都會引起日期處理方面的問題。不過，美國的公司鮮有因此而作出調適，甚至堅稱「電腦系統不能更改」云云。一個明顯的例子：在Microsoft Excel上輸入5/12，你很難確定它會把日期認作5月12日還是12月5日。
  - 與此同時，有些來自美國的編程員在編寫和日期相關的程序庫時，亦無視各地的日期格式差異，強制使用美國的日期格式，對編程員造成一定的困擾[7]。一般來說，現時的開發環境都提供有函數，讓編程員查詢程式運行環境的地區格式。
- 在美國的日常生活，傳統的英美度量衡制度依然極為普遍。
- 有些美國學生到外國求學，會要求老師使用美式英語，而罔顧當地及其他國際學生的語言習慣。
- 大部份美國人在網上寫上自己地址的時候，不會在地址後面寫上“U.S.”或“USA”，而只會寫出美國州份的縮寫名稱，如：Chicago, IL。
- 有些對國際開放的網站（如YouTube）在維護伺服器前，作提示的時候，會寫上美國西部時間（如YouTube在維護伺服器時，會寫上：YouTube will be undergoing scheduled maintenance, starting around 7:00 pm PDT.）而不使用國際標準時間表示，雖然國際標準時間也是另外一種主義歐洲中心主義的體現。
- 大多數由美國人開發的軟體都自動把語言設定為美式英語。例如：新版的Mozilla Firefox不論在任何語言版本下，都把預設語言定為美式英語。結果用戶在利用Firefox撰寫電郵時，系統的內建拼字檢查把文中所有英式英語單字標記為錯字，使用戶非常不滿。這在網上搜尋為Firefox或OpenOffice而使用的澳洲英語詞典時，經常都會在詞典裡的自述文件看到對這種大美國主義的控訴。
- 諾基亞的Symbian因為不是美國出品的系统，美國傳媒是常稱它是「功能型手機」（Functional phone），和美國蘋果公司的iPhone「智能手機」分開。那麼，所謂「智能手機」的歷史就由美國公司所開創，而不是由芬蘭的公司所開創。

## 參见
- 昭昭天命
- 美帝国主义
- 美国例外论
- 美国公民宗教
- 长臂管辖权
- 反美情緒
- 「怪人奧爾」揚科維奇在2006年的一首歌Canadian Idiot（英语：Canadian Idiot）：以模仿加拿大口音的方式道出美加兩個不同，從而諷刺美國人對世界的無知。歌詞裡美國人對加拿大人看不順眼的地方，其實正正卻是世界其他國家的主流做法。[來源請求]
- 中国中心主义
- 欧洲中心论